# 마지막 다섯 손가락
"마지막 다섯 손가락"은 한국에서 제작된 김선경 감독의 1974년 영화이다. 박종국 등이 주연으로 출연하였고 이우석 등이 제작에 참여하였다.

## 출연

### 주연
- 박종국
- 박남옥
- 심진희